# ألفرد دوبوك
ألفرد دوبوك هو شخصية أعمال وسياسي كندي، ولد في 1871 في Saint-Hugues, Quebec ‏ في كندا، وتوفي في 27 أكتوبر 1947 في ساغينيه في كندا. نشط حزبياً في Independent Liberal ‏ والحزب الليبرالي الكندي. وقد انتخب عمدة وانتخب عضو مجلس العموم الكندي.